# Andrew Bevin
Andrew Bevin (16 de mayo de 1992) es un futbolista neozelandés que juega como delantero en el Team Wellington.

## Carrera
Debutó en 2008 jugando para el Hawke's Bay United. En 2011 pasó a los West Virginia Mountaineers, regresó a Nueva Zelanda en 2012 para jugar en el Waitakere United, pero solo perduró en dicha franquicia seis meses. Luego de un corto paso por el APIA Leichhardt Tigers australiano, regresó a los West Virginia Mountaineers. Fue elegido en el SuperDraft de la MLS 2015 por el Seattle Sounders de la Major League Soccer, aunque no le fue ofrecido un contrato, por lo que firmó con el South Melbourne. Ese mismo año regresó a Nueva Zelanda para jugar en el Team Wellington.

### Clubes
| Club                       | País           | Año             |
| -------------------------- | -------------- | --------------- |
| Hawke's Bay United         | Nueva Zelanda  | 2008 - 2011     |
| West Virginia Mountaineers | Estados Unidos | 2011            |
| Waitakere United           | Nueva Zelanda  | 2012            |
| APIA Leichhardt Tigers     | Australia      | 2012            |
| West Virginia Mountaineers | Estados Unidos | 2012 - 2015     |
| South Melbourne            | Australia      | 2015            |
| Team Wellington            | Nueva Zelanda  | 2015 - Presente |

### Selección nacional
Representó a Nueva Zelanda en la categoría Sub-20 en 9 ocasiones, convirtiendo 4 goles.

## Palmarés
| Título                | Club             | País          | Año     |
| --------------------- | ---------------- | ------------- | ------- |
| Campeonato Sub-20 OFC | Selección Sub-20 | Nueva Zelanda | 2011    |
| ASB Premiership       | Waitakere United | Nueva Zelanda | 2011-12 |
| ASB Premiership       | Team Wellington  | Nueva Zelanda | 2015-16 |
| SS Premiership        | Team Wellington  | Nueva Zelanda | 2016-17 |
| Charity Cup           | Team Wellington  | Nueva Zelanda | 2017    |
| Liga de Campeones     | Team Wellington  | Nueva Zelanda | 2018    |